# Pasmatex
Pasmatex este o companie producătoare de textile din Timișoara.
Compania realizează articole de pasmanterie, confecții, lenjerie intimă și creații vestimentare pentru femei, o mare parte dintre acestea pentru export.
Printre brandurile comercializate se numără Grapini (adresat femeilor de afaceri), Dreambabe (lenjerie intimă) și Marion.
În același timp, compania produce lenjerie de corp pentru compania Triumph International.
În anul 2002, compania a produs 5,5 milioane articole de lenjerie intimă iar în 2003 peste șapte milioane de articole.
Număr de angajați:
- 2010: 400[3]
- 2005: 700[1]

Cifra de afaceri:
- 2010: 4 milioane euro[4]
- 2009: 4,2 milioane euro[4]
- 2006: 5,1 milioane euro[1]
- 2005: 4,6 milioane euro[1]

## Istoric
Fabrica a fost înființată la 1 iunie 1919 ca firmă individuală sub denumirea de "Industria de tricotaje". În anul 1920 mașinile au fost mecanizate, pentru ca în 1921, prin achiziționarea a 5 războaie de țesut panglici, fabrica să înceapă să producă și acest nou sortiment. 
La 11 iunie 1948 firma primește denumirea de "13 Decembrie". La această dată fabrica era dotată cu 22 de războaie de țesut panglici și lucra cu un număr total de 48 de salariați. 
Între anii 1965 - 1970 au avut loc o serie de investiții care s-au concretizat în achiziții de utilaje precum și construirea de noi spații de producție. Astfel, în perioada 1970 - 1980, întreprinderea a primit în cadrul reutilărilor și dezvoltării capacităților de producție utilaje moderne, care au permis creșterea însemnată a producției (mașini de țesut cu ace îndeosebi pentru producerea benzilor fermoar, elasticelor țesute și mașini cu dispozitiv jacquard pentru țeserea etichetelor și a benzilor decorative). 
În anul 1990 firma a fost transformată în societate pe acțiuni cu numele "PASMATEX" , având în prezent 100% capital privat, cu un capital social de 450.375 lei. De la această dată societatea și-a diversificat continuu producția și și-a îmbunătățit dotarea tehnică prin achiziționarea de utilaje din ultima generație ale renumitei firme elvețiene Jakob Mueller.